# Healthy music in large doses
Healthy music in large doses is een studioalbum van Spirits Burning en Clearlight. Achter beide bandnamen gaan geen bands in vaste samenstelling schuil. Spirits Burning is een per album wisselend samenraapsel van musici uit de spacerock rondom muziekproducent Don Marino Falcone. Clearlight was vanaf het begin hetzelfde, maar dan rondom Cyrille Verdeaux, alhoewel die zich steeds solistischer uitte. 
Falcone strikte voor dit album weer talloze musici, die weliswaar bij andere bands en artiesten speelden, maar op een uitzondering na zelden in de “spotlight” stonden:
- Daevid Allen (zang, gitaar)– Gong, Soft Machine, Magick Brothers, University of Errors, Weird Biscuit Teatime; het was een van zijn laatste opnamen;
- Andy Anderson (drums)- The Cure, Peter Gabriel Band, Hawkwind, Steve Hillage band, Mike Oldfield, Iggy Pop, Nik Turner, Midge Ure
- Yanik Lorenzo Andreatta (basgitaar) – Universal Totem Orchestra
- Giulano Beber – Universal Totem Orchestra
- Scott Brazical – Cartoon, PFS, Thinking Plague, Trap, 5 uu’s
- Daniel Todd Carter (tabla)
- Kevin Carnes (drums)– Broun Fellinis, Beatnigs, Consolidated, UAF
- Michael Clare (basgitaar)– University of Errors, Men in Grey Suits, Weird Biscuit Teatime
- Tom Dambly (blaasinstrumenten)– Tipsy, Mark Applebaum, Scott Rosenberg
- Doug Erickson (gitaar)– Grindlestone, Astralfish
- Thoms Evans (geluidseffecten)– Melodic Energy Commission
- Don Falcone (alle muziekinstrumenten)– Astralfish, Grindlestone, Weird Biscuit Teatime, Quiet Celebration, Fireclan, Speceship Eyes, Thessalonians, Melting Euphoria
- Stella Ferguson (viool)– Flutatious
- Francesco Festi – Universal Totem Orchestra
- Anna Torres Fraile - Universal Totem Orchestra
- Fabio Golfetti – Gong, The Invisible Opera Company of Tibet
- Uto G. Golin (drums)- Universal Totem Orchestra
- Paul Hayles (synths)– Lastwind, Hawkwind
- Frank Hensel – MyOuterSpace
- Jerry Jeter (– Quiet Celebration, Kameleon (voorloper van Spirits Burning)
- Chris Kovacs (tabla, synthesizer)– Clearlight
- Kenneth Magnusson (mellotron)– The Moors, The Big Noise
- Fabrizzio Mattuzzi– Universal Totem Orchestra
- Pierce McDowell (basgitaar)– Mother Gong, Azigza, Astralfish
- Giorgio Cesare Neri (gitaar)– soloartiest
- Pete Pavli (basgitaar)– High Tide, Third Ear Band, Michael Moorcock & The Deep Fix
- Purjah (blaasinstrumenten) – Quiet celebraton, Astralfish
- Robert Rich (synth)– soloartiest
- Dan Romeo (synths, geluidseffecten)– Happy Orange Balloon
- Cyndee Lee Rule (viool) – Space Ritual, Spaceseed, Whimwise
- Paul Sears (drums)– The Muffins, Oxygene 8
- Karl E.H. Seigfried (basgitaar)– Imaginary Chicago Records
- Adrian Shaw (basgitaar)– Bevis Fond, Hawkwind, Hawklords
- Scotty Smith (drums)– Giraffe, Tiger Club
- David Speight (drums)– Whimwise, YAK, Astralfish, Peter Banks’ Harmony in Diversity
- Jay Tausig (gitaar)– soloartiest
- Cyrille Verdeaux (toetsinstrumenten)– Clearlight, delired Chameleon Family
- Dave Willey (accordeon)– Thinking Plague, Hamster Theatre
- Bridget Wishart (EWI), elektronisch blaasinstrument)– Hawkwind, Djinn, Astralfish, Omenopus
- Don Xaliman (percussie)– Melodic Energy Commission
- Steve York (basgitaar)– Graham Bond band, Arthur Brown, Camelo Pardalis, Dr. John, East of Eden, Marianne Faithfull, Kicks, Manfred Mann’s Chapter Three, Vinegar Joe

## Muziek
Genoemde musici componeerden, improviseerden en speelden mee.

| Nr. | Titel | Duur |
| --- | --- | ---- |
| 1.  | Threasures at the dawn of the century (Anderson, Erickson, Falcone, Kovacs, Pavli, Rich, Verdeaux)       | 5:07 |
| 2.  | Raised on coal and oil (Falcone, Ferguson, Magnusson, Sears, Verdeaux, York)                             | 6:42 |
| 3.  | Our secret cloud (Beber, Falcone, Festi, Fraile, Golia, Pavli, Seigfried, Verdeaux)                      | 8:14 |
| 4.  | Infinite city (Andreatta, Golin, Mattuzzi, Falcone, Purves, Tausig, Verdeaux)                            | 6:32 |
| 5.  | Hand signals and daily horoscopes (Falcone, Hayles, Magnusson, Purves, Rule, Sears, Seigfried, Verdeaux) | 5:19 |
| 6.  | Cool can of Cola on the forehead (Clare, Falcone, Golfetti, Hayles, Rule, Speight, Willey)               | 4:48 |
| 7.  | Healing power of magnets (Carnes, Dimbly, Falcone, Shaw, Tausig, Verdeaux, Wishart)                      | 6:54 |
| 8.  | Travellin sideways (Clare, Falcone, Hayles, Speight, Wishart)                                            | 6:17 |
| 9.  | The kingdom of music (Falcone, Verdeaux, Neri, Willey)                                                   | 4:39 |
| 10. | In search of friends on the day of masks (Carter, Clare, Falcone, Golfetti, Romeo, SMith)                | 4:40 |
| 11. | Italian lake (Brazical, Falcone, Godetti, Speight, Verdeux, Willey, Wishart)                             | 2:50 |
| 12. | The road to shave ice (Evans, Falcone, Jeter, Magnusson, Seigfried, Vredeaux, Xaliman)                   | 6:43 |
| 13. | Bring it down (Allen, Hensel, Carnes, Falcone, McDowell, Purves, Verdeaux)                               | 5:30 |